# František Pettrich
František Pettrich, též Franz Seraph Johann Nepomuk Pettrich (29. srpna 1770 Třebenice – 23. ledna 1844 Drážďany) byl česko-německý sochař druhé generace období klasicismu a vysokoškolský pedagog.

## Život
Narodil se jako syn truhláře Petříka alias Pettricha v Třebenicích. 
Nejprve se vyučil v Litoměřicích v dílně kameníka Antona Wytkupa. Dále se učil v Praze u sochaře Josefa Malínského a pak odešel studovat sochařství do ateliéru Giovanniho Battisty Casanovy na Akademii umění do Drážďan. Tam byl roku 1795 jmenován saským dvorním sochařem saského kurfiřta Fridricha Augusta III. a spolu se svým učitelem se zúčastnil sochařské výzdoby budovy Zwingeru. 
V letech 1801–1803 podnikl se svým žákem Ch. B. Kühnem studijní cestu po Itálii, přes rok pobývali v Římě, mj. v ateliérech Bertela Thorvaldsena a Antonia Canovy. Od roku 1805 pracoval opět v Drážďanech. 6. prosince roku 1815 byl na drážďanské akademii jmenován profesorem sochařství. S touto funkcí přicházely společenské zakázky na pomníky a náhrobky.
Byl dvakrát ženat, obě manželky přežil a vytesal jim náhrobky, stejně jako sám sobě. Hroby se dochovaly na Starém katolickém hřbitově ve drážďanské čtvrti Friedrichstadt.
Pettrich byl členem drážďanské zednářské lóže U zlatého jablka (Zum goldenen Apfel).
Kamenosochařem a pokračovatel v otcově tematickém repertoáru se stal syn z prvního manželství, Ferdinand Pettrich (1798-1872), který studoval sochařství rovněž u Bertela Thorvaldsena v Římě.

## Dílo

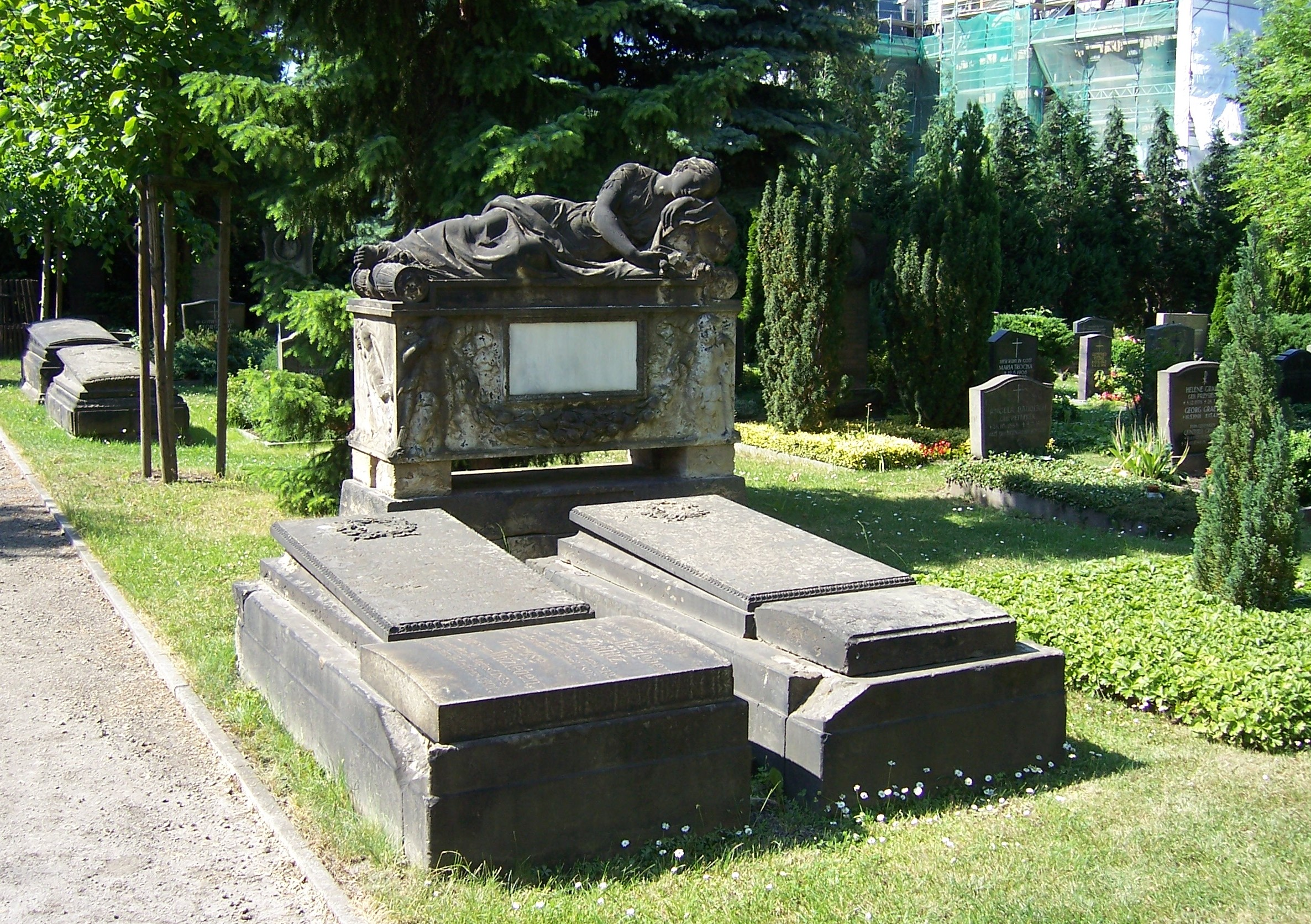
Náhrobek Franze Pettricha na starém katolickém hřbitově v Drážďanech.

Věnoval se převážně tvorbě kamenné monumentální plastiky, a to pomníkům a náhrobkům. Jeho práce jsou jednak v saských státních sbírkách v Drážďanech a v Pirně, a dále na hřbitovech v Drážďanech, v Čechách rozesety po hřbitovech severních a severozápadních Čech, na Děčínsku, Chomutovsku a Jablonecku nad Nisou.

## Významné práce
- Náhrobek sochaře Giovanniho Battisty Casanovy se sochou truchlící múzy, 1795, Starý katolický hřbitov, Drážďany-Friedrichstadt
- Pomník císaře Josefa II. v Mikulášovicích[2]
- Náhrobky rodiny Römischových a Ignaze Röslera na starém kostelním hřbitově v Mikulášovicích[2]
- Skalní pantheon Franze Zacharise Römische, Malá Skála u Turnova
- Hrob se sochou Víry Františka Zachariase Römische na Malé Skále
- Náhrobek s plastikou Veroniky Römischové, Krásná Lípa, okres Děčín
- Kalvárie v hrobce Františka Adama Valdštejna-Vartemberka, 1825, Horní Litvínov
- Náhrobky Pettrichových manželek a vlastní se sochou ležící Slávy, 1800-1833, Starý katolický hřbitov Drážďany-Friedrichstadt
- Hlavní oltář s krucifixem a dvojicí modlících se andělů, 1839, kostel svatého Šimona a Judy v Lipové[3]
- Sochy v Getsemanské zahradě křížové cesty na Anenském vrchu u Lobendavy

## Galerie

Dílo Františka Pettricha
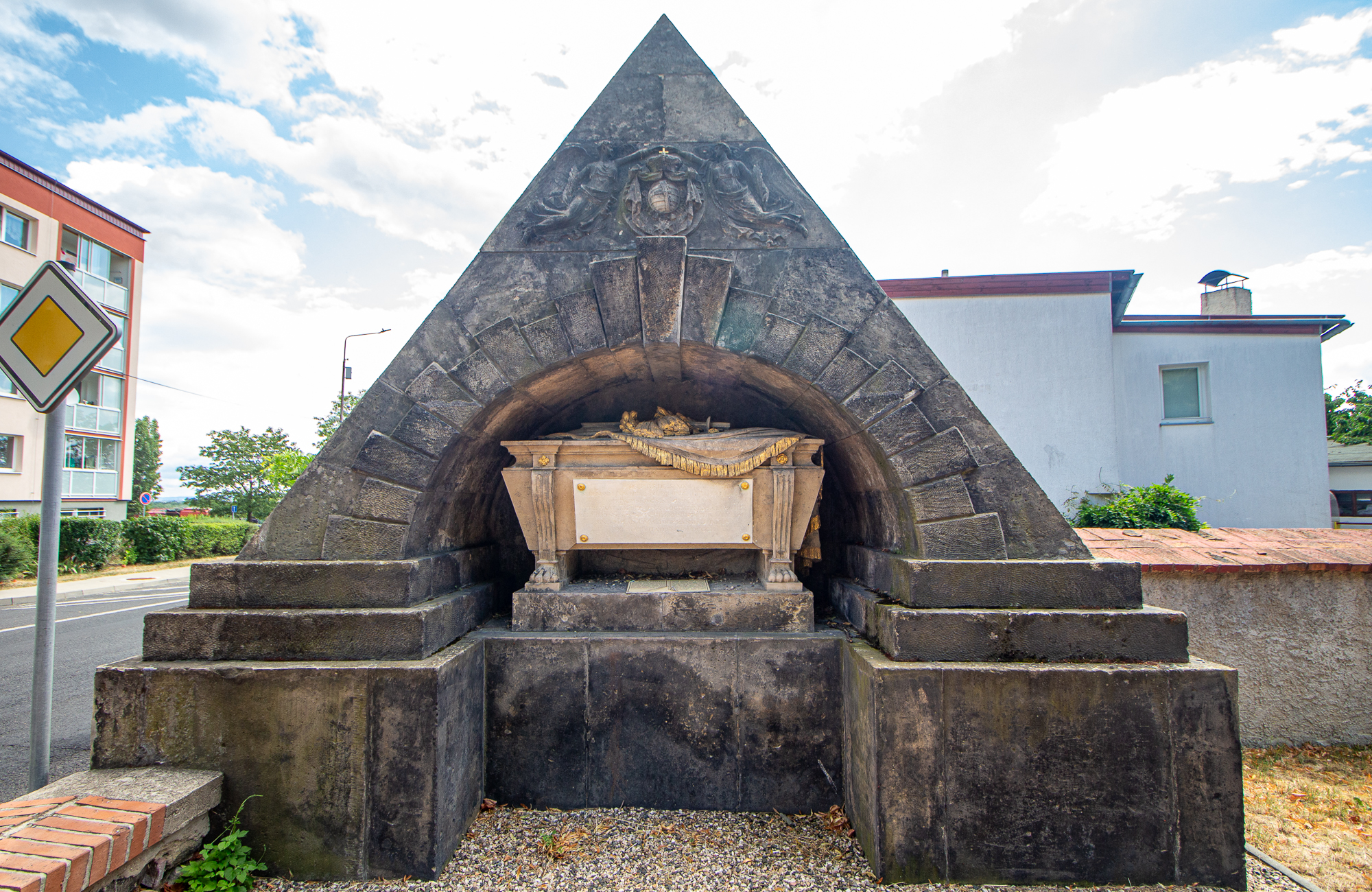
Náhrobek prince Josepha de Saxe v Oseku
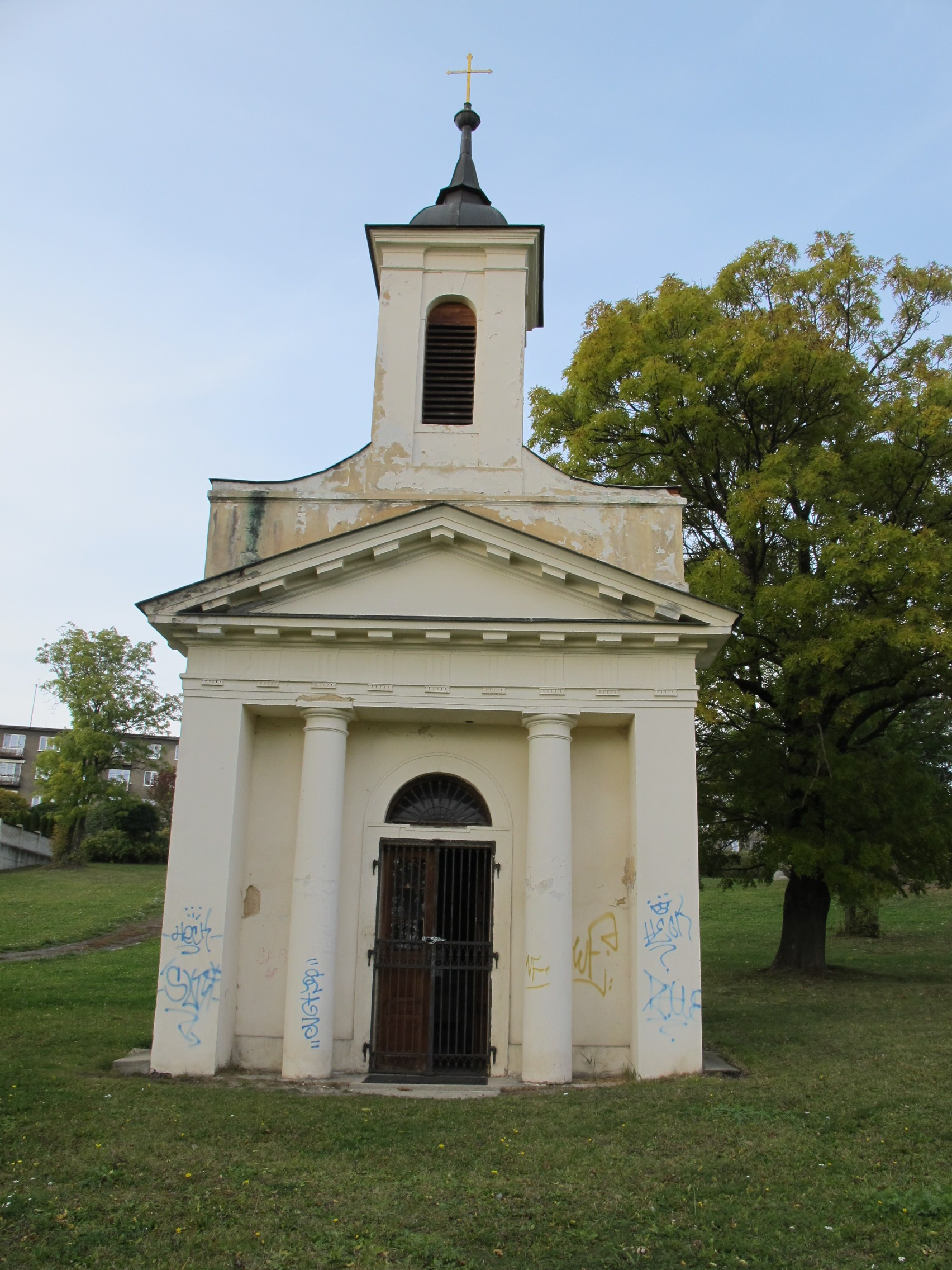
Valdštejnská hrobka v Horním Litvínově
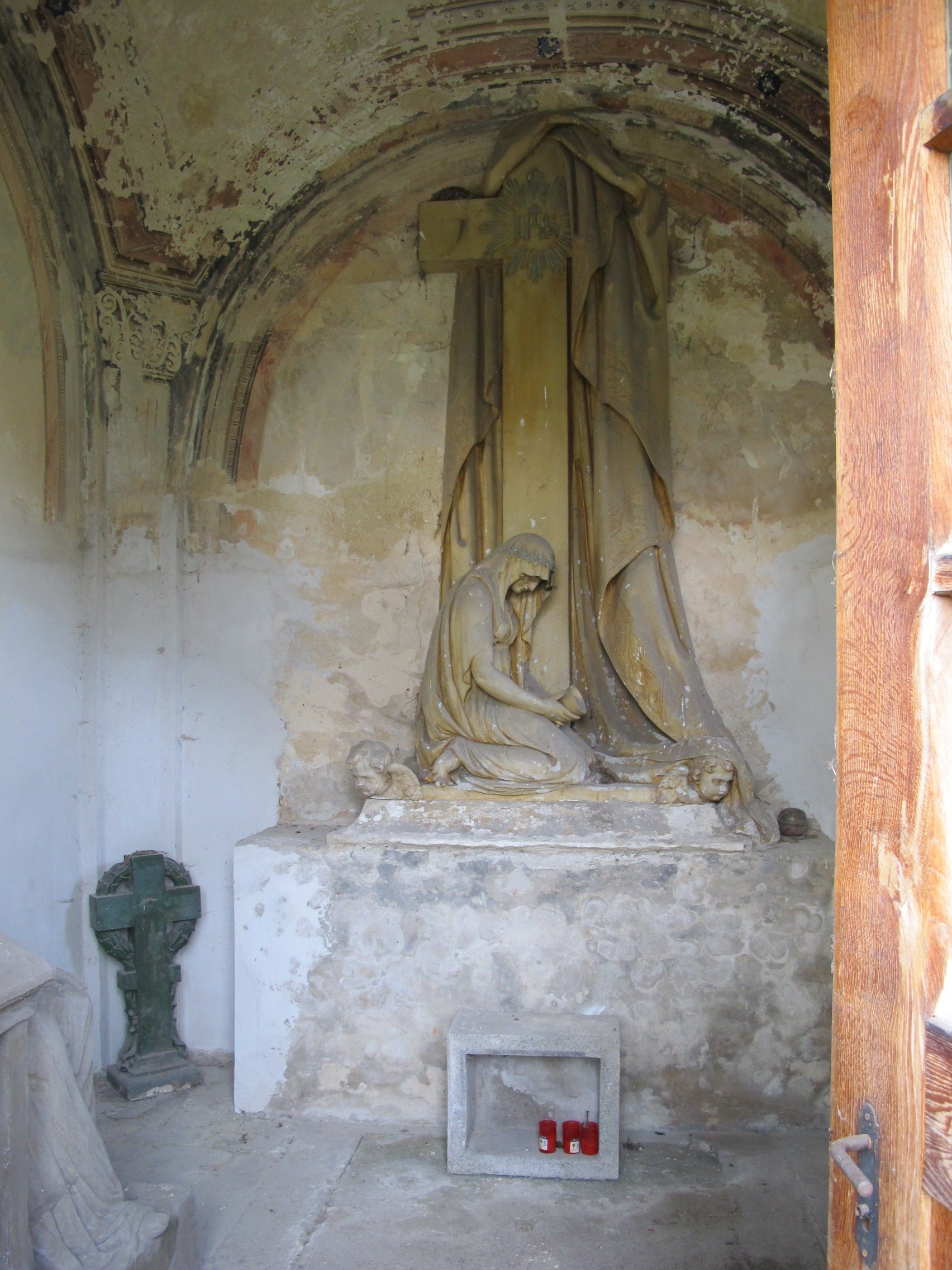
Valdštejnská hrobka v Horním Litvínově, interiér
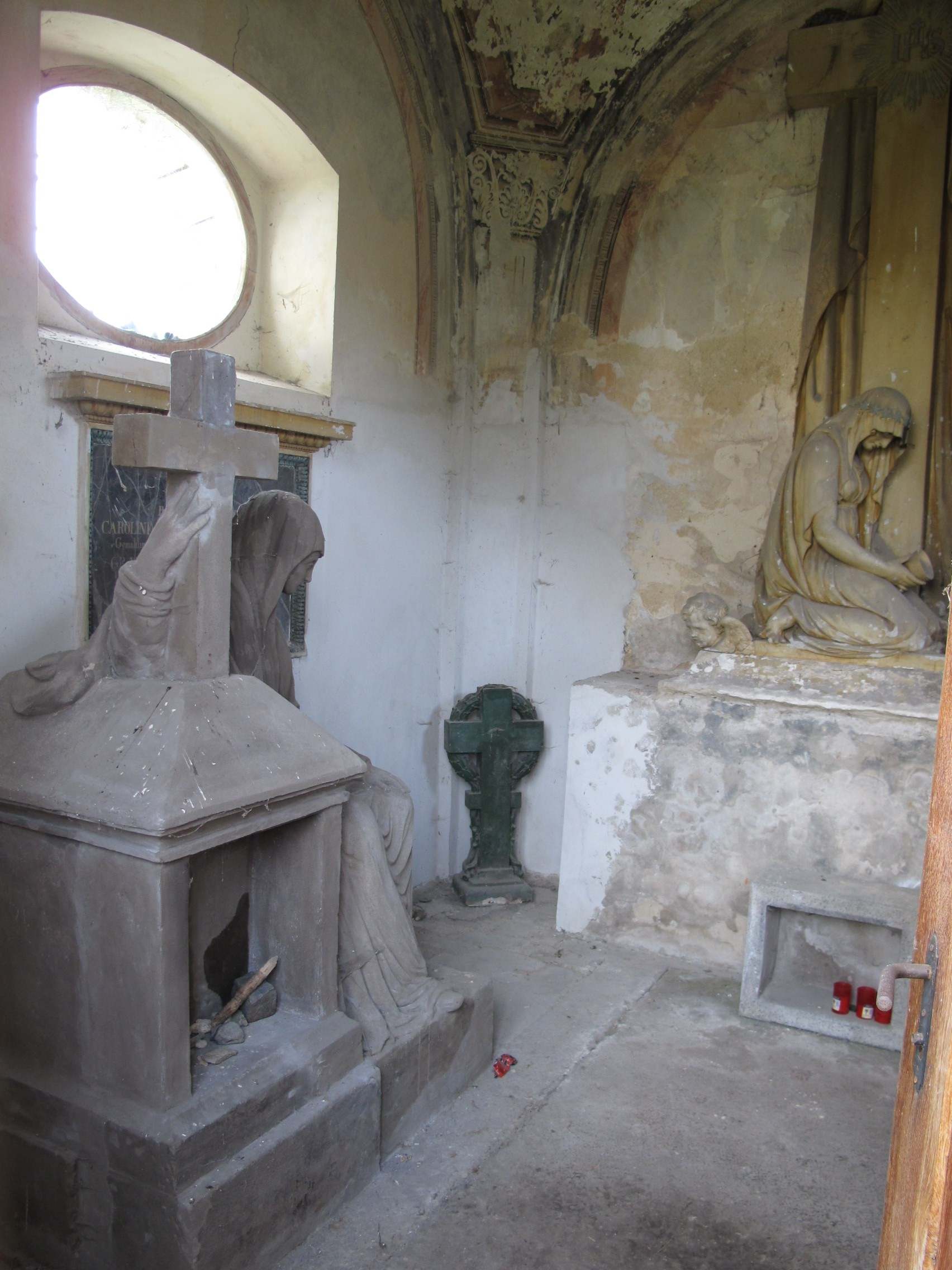
Valdštejnská hrobka v Horním Litvínově, interiér
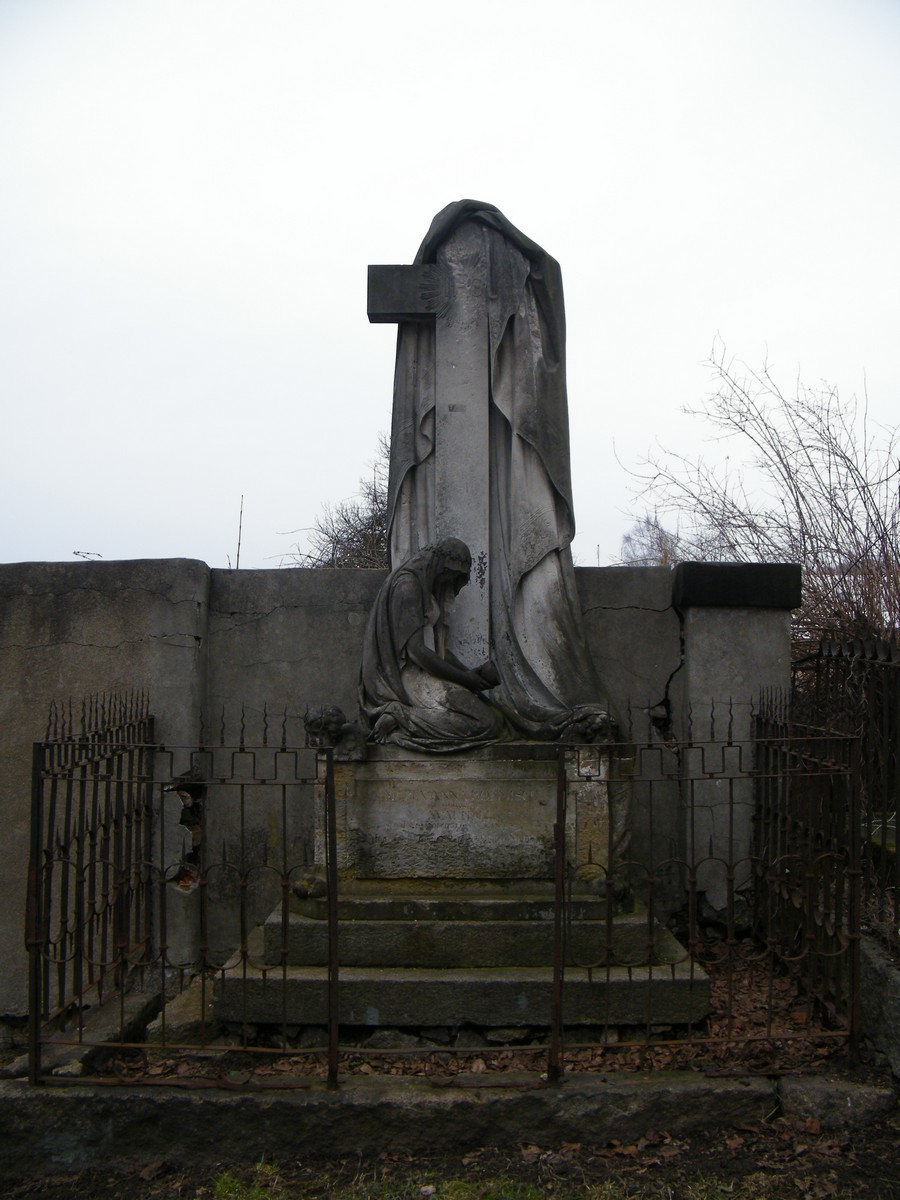
Náhrobek Marie Anny Römischové v Mikulášovicích
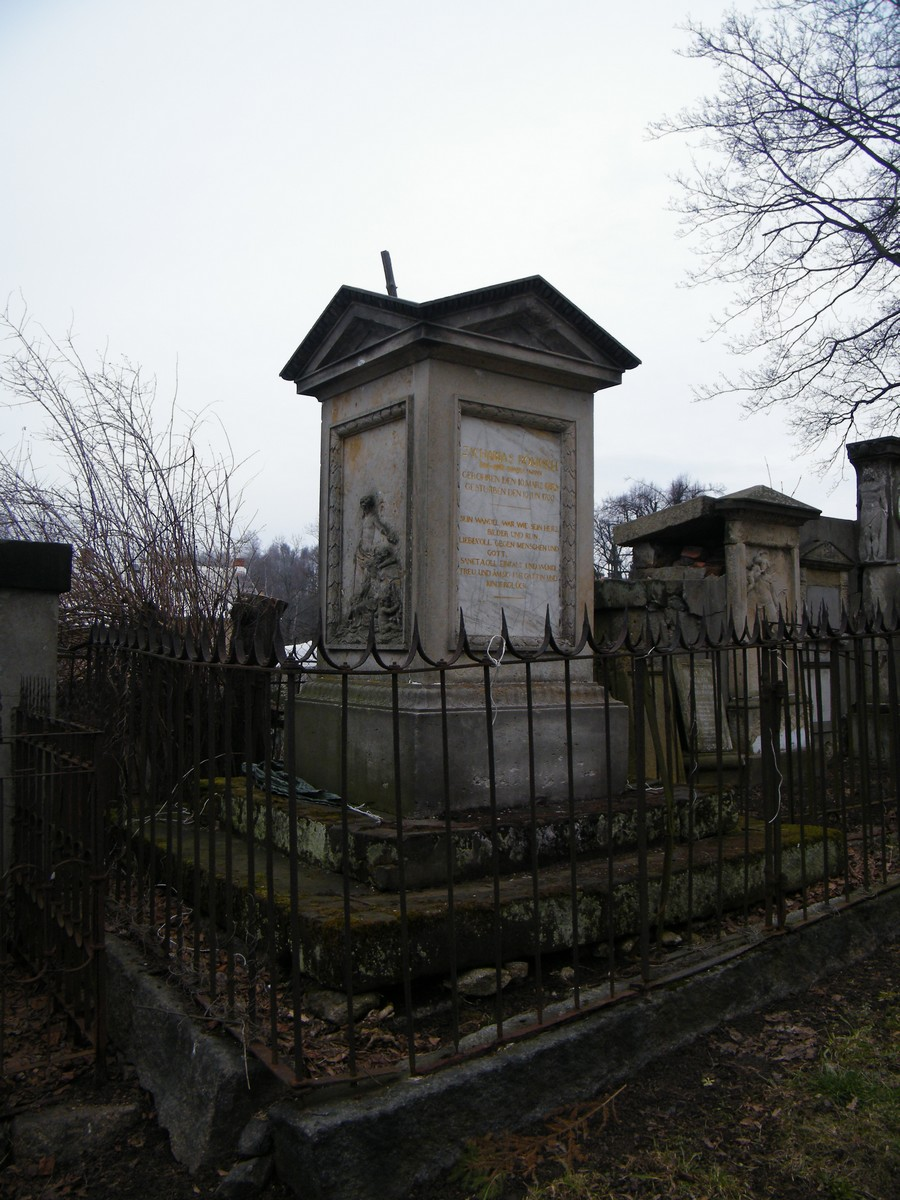
Náhrobek Zachariase Römische v Mikulášovicích
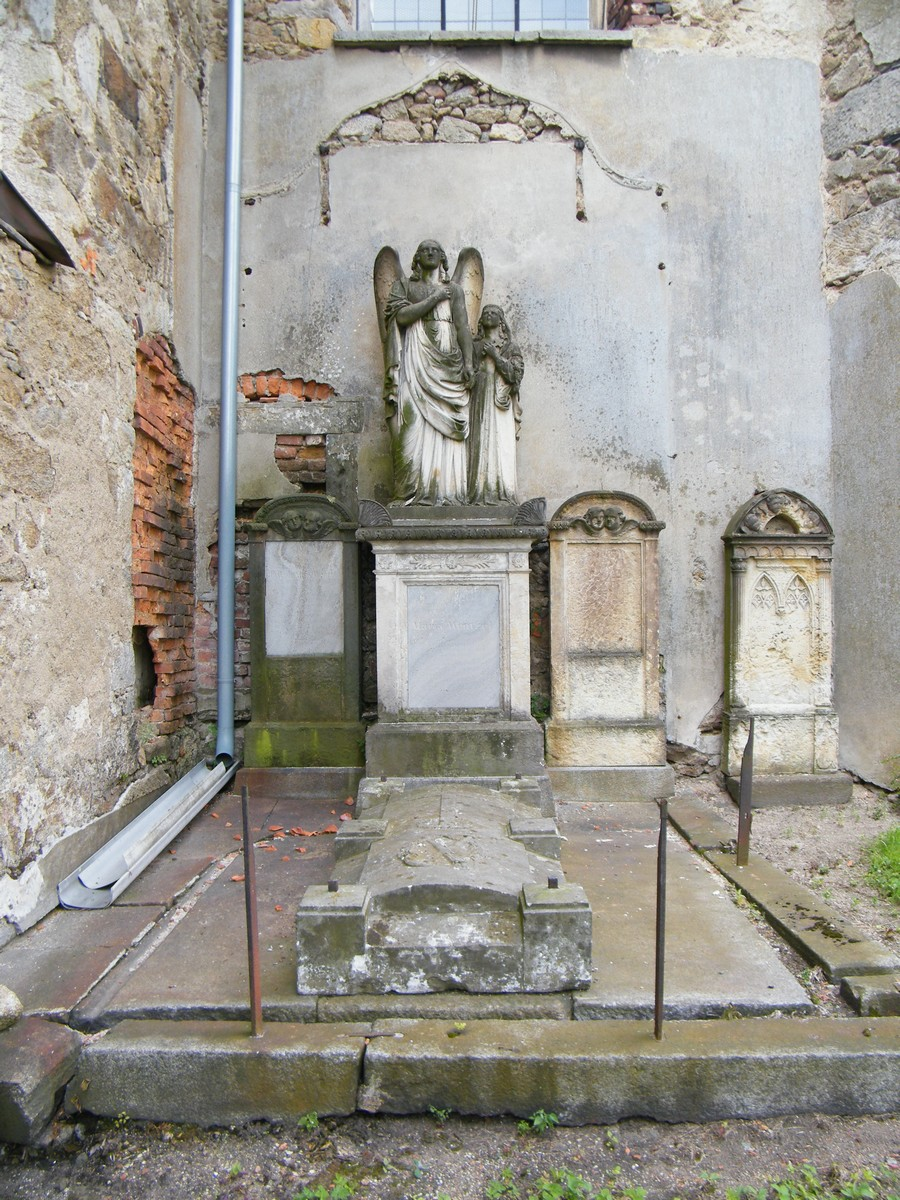
Náhrobek Marie Wentzelové v Mikulášovicích
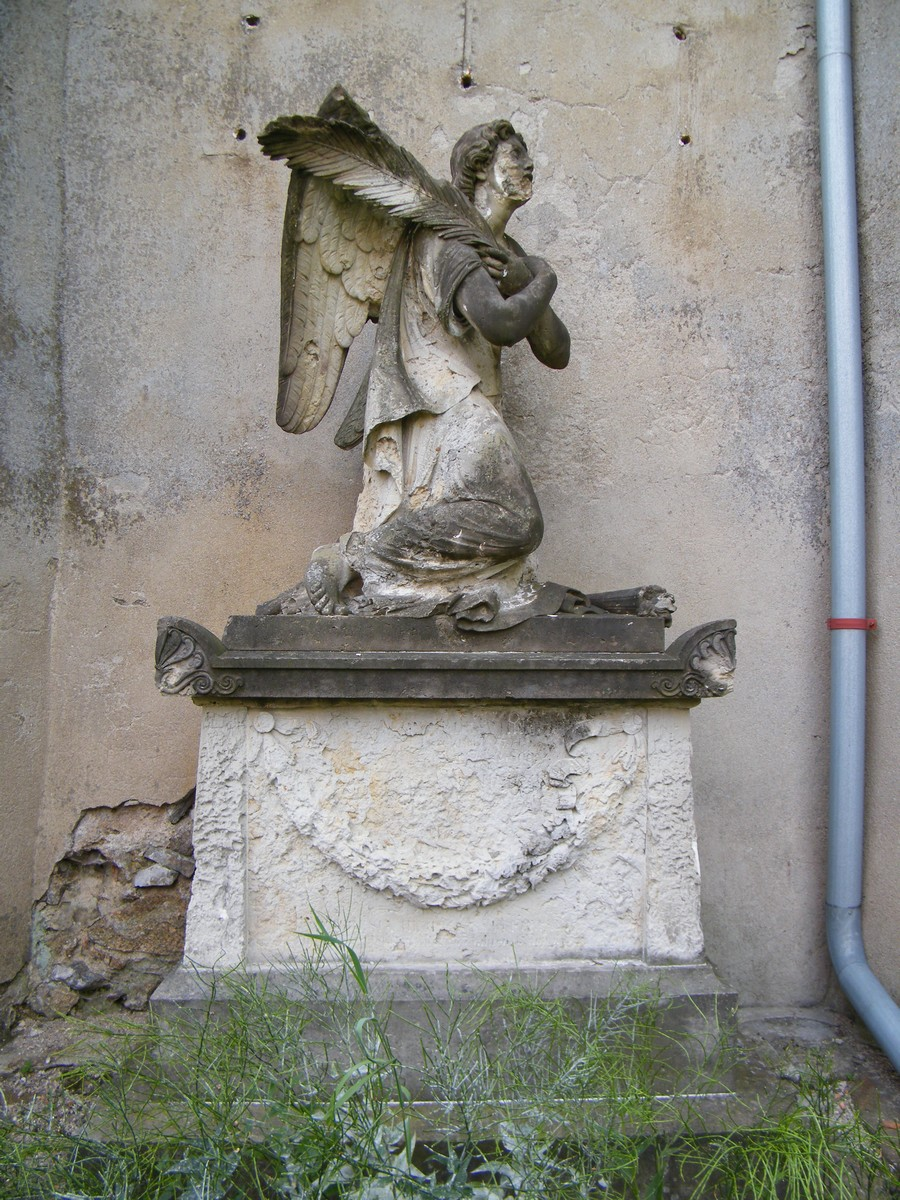
Náhrobek rodiny Herltových v Mikulášovicích
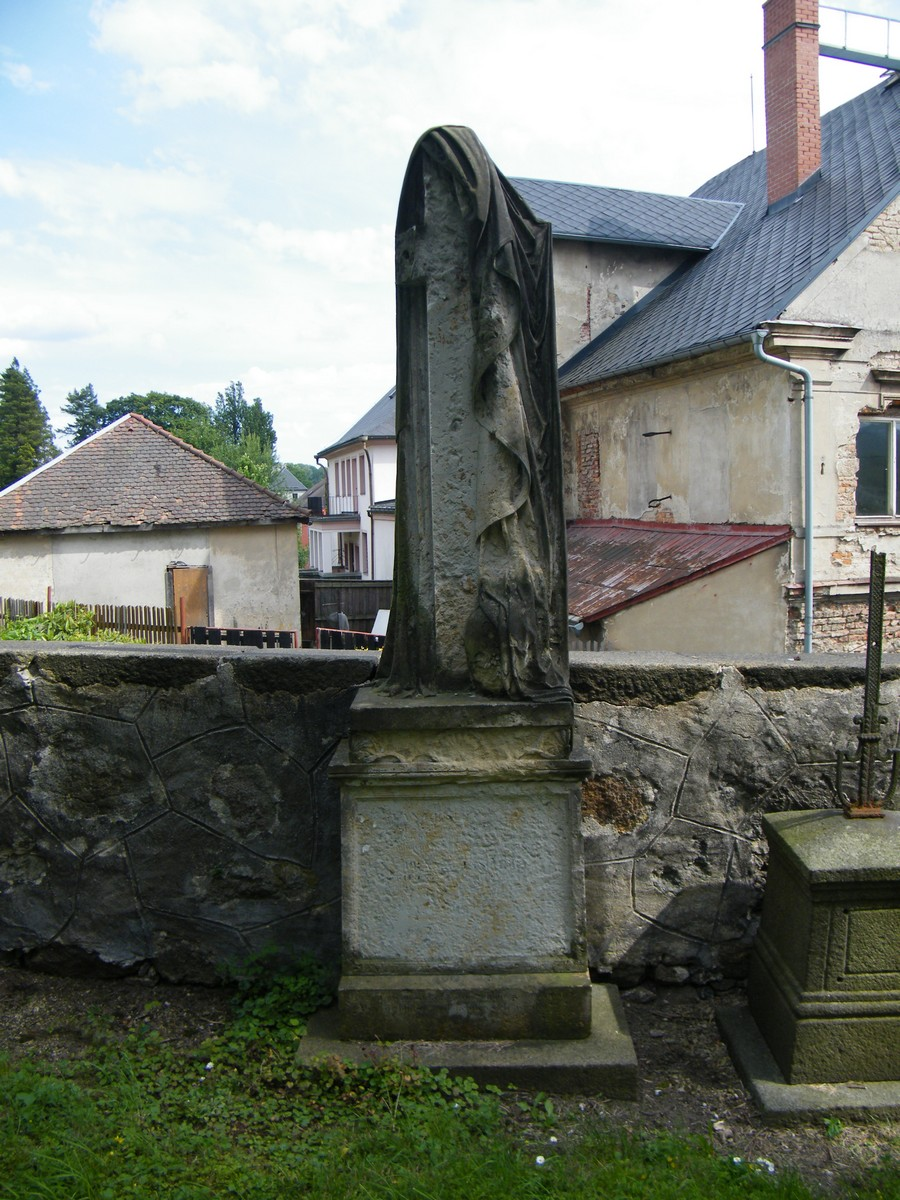
Náhrobek v Mikulášovicích
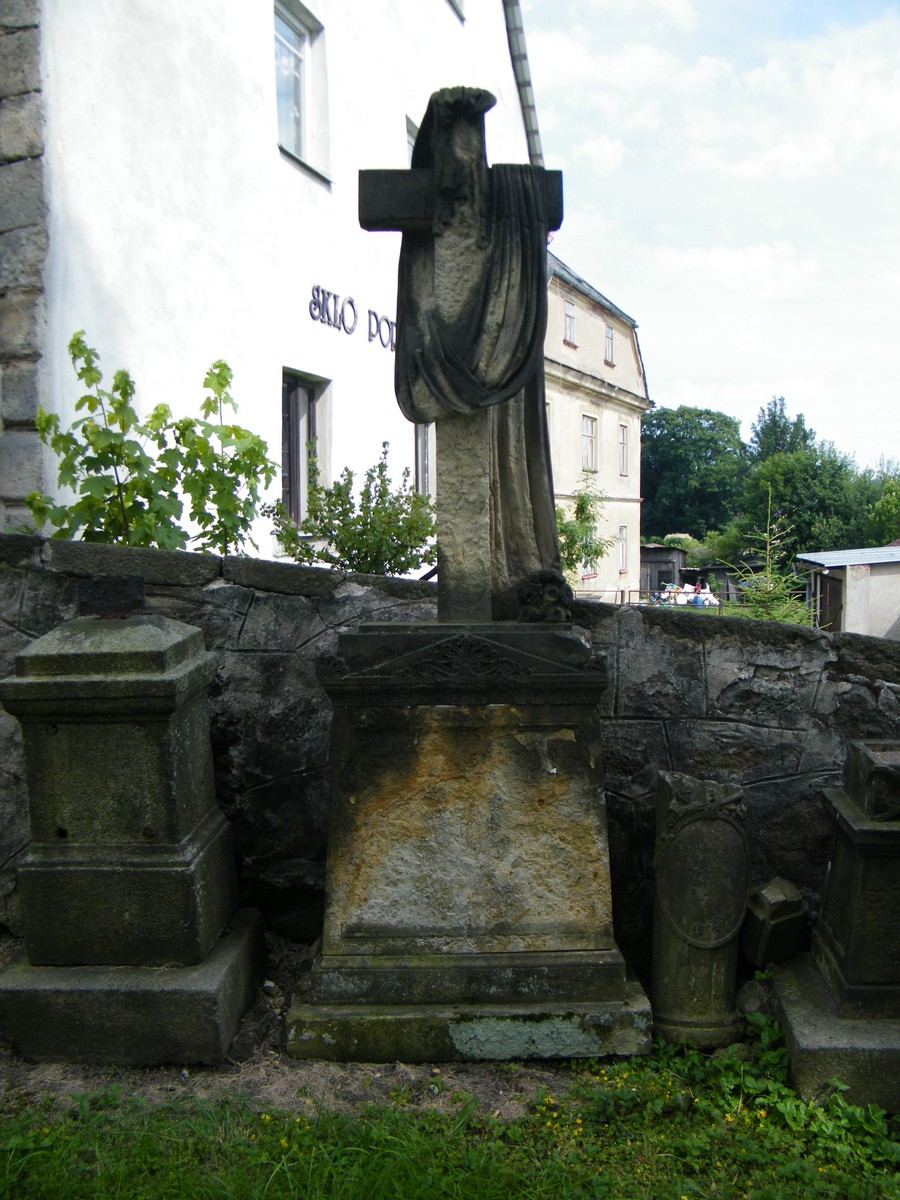
Náhrobek v Mikulášovicích
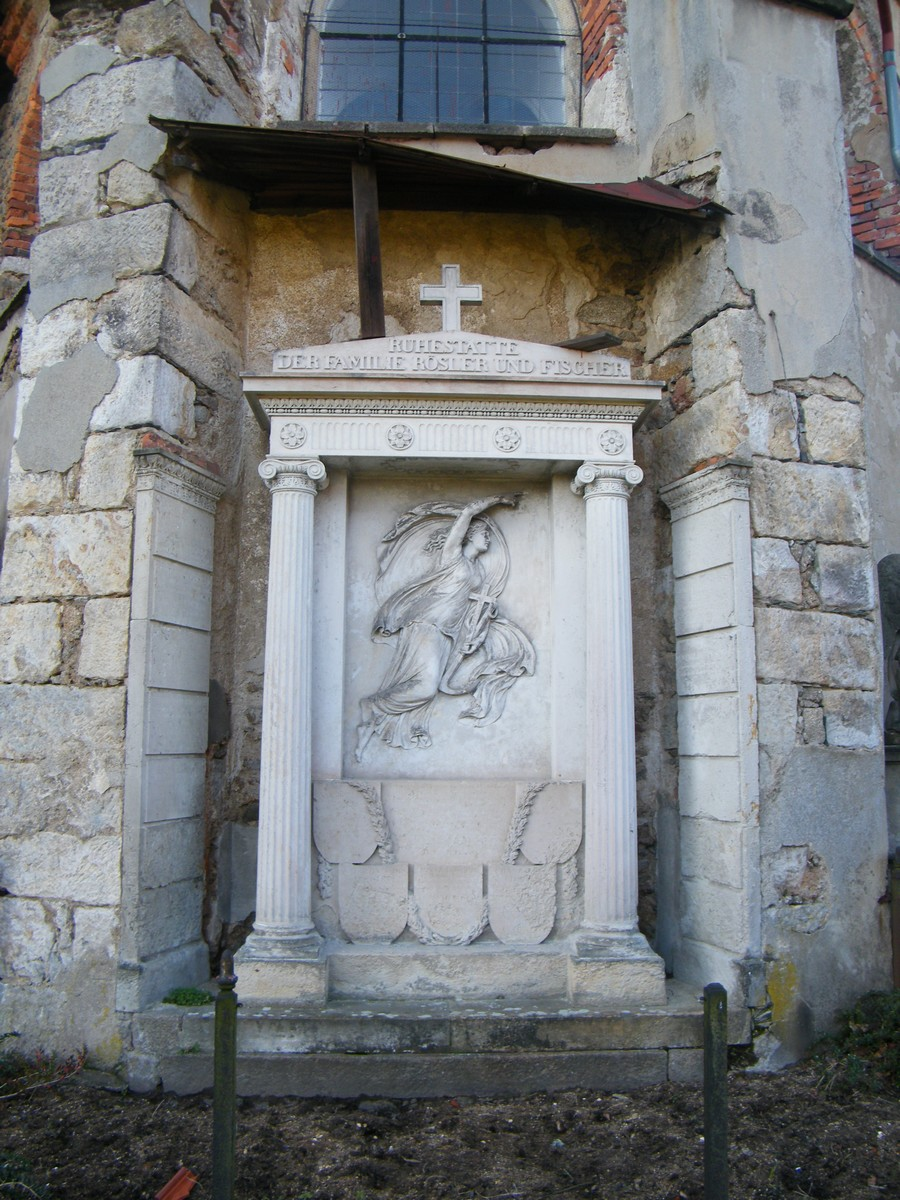
Náhrobek Ignaze Röslera v Mikulášovicích
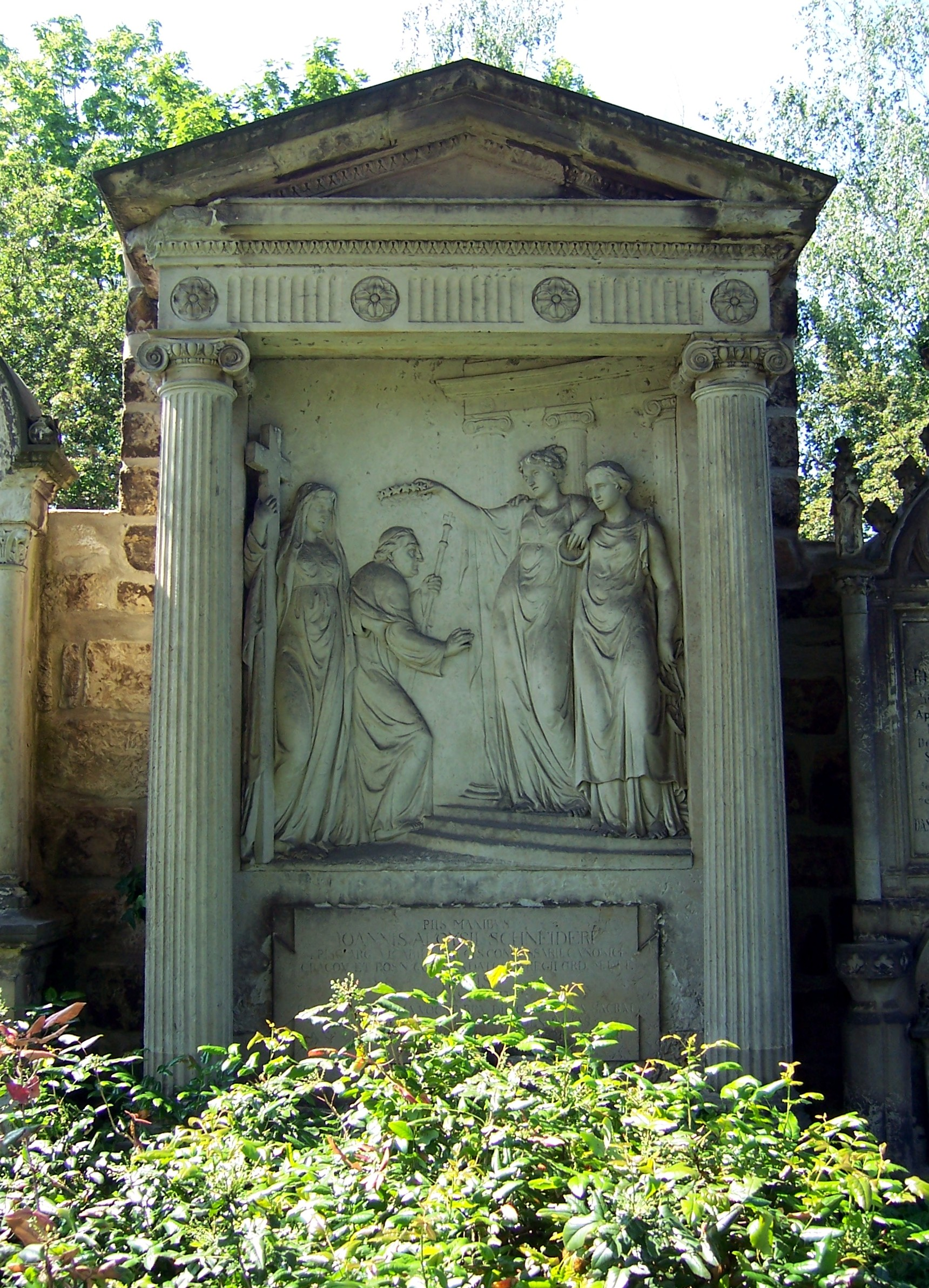
Náhrobek Johanna Aloise Schneidera v Drážďanech
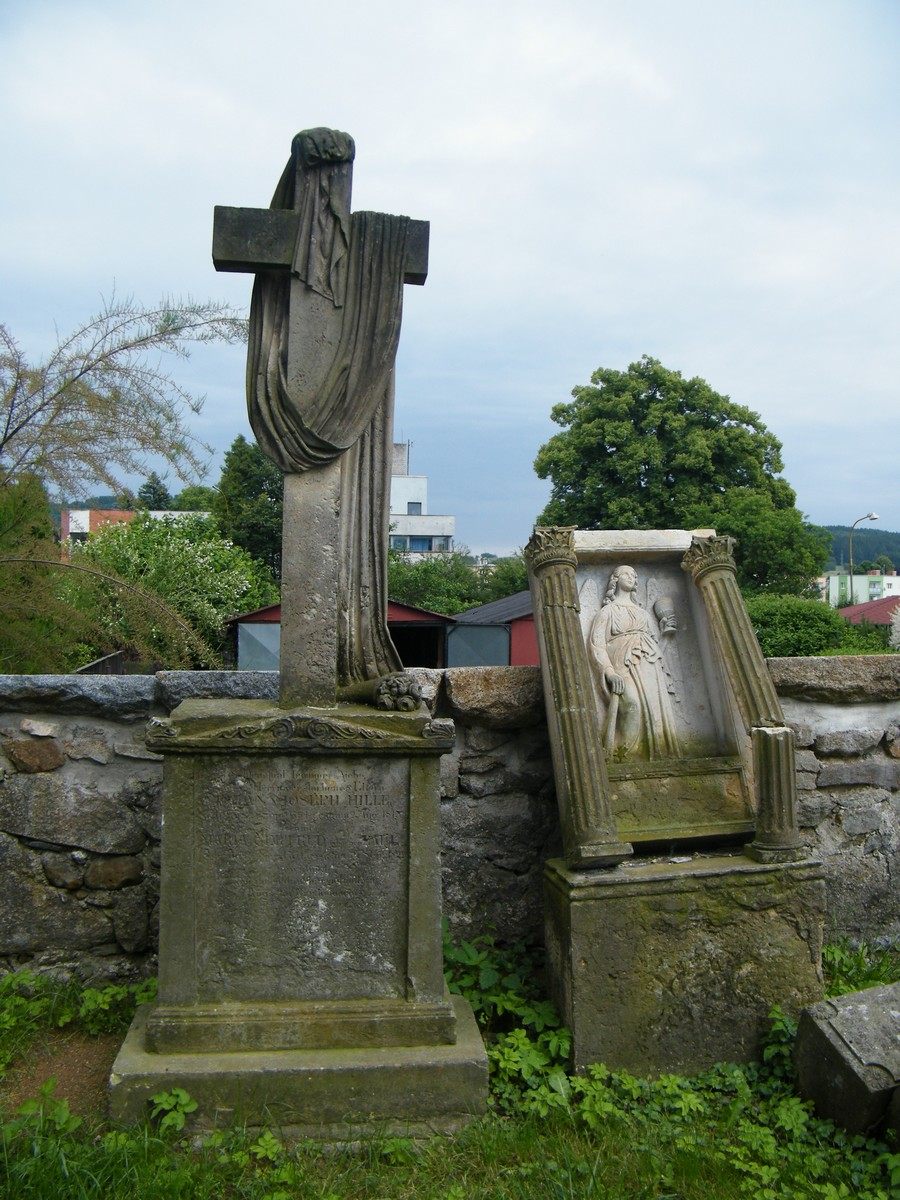
Náhrobek ve Velkém Šenově
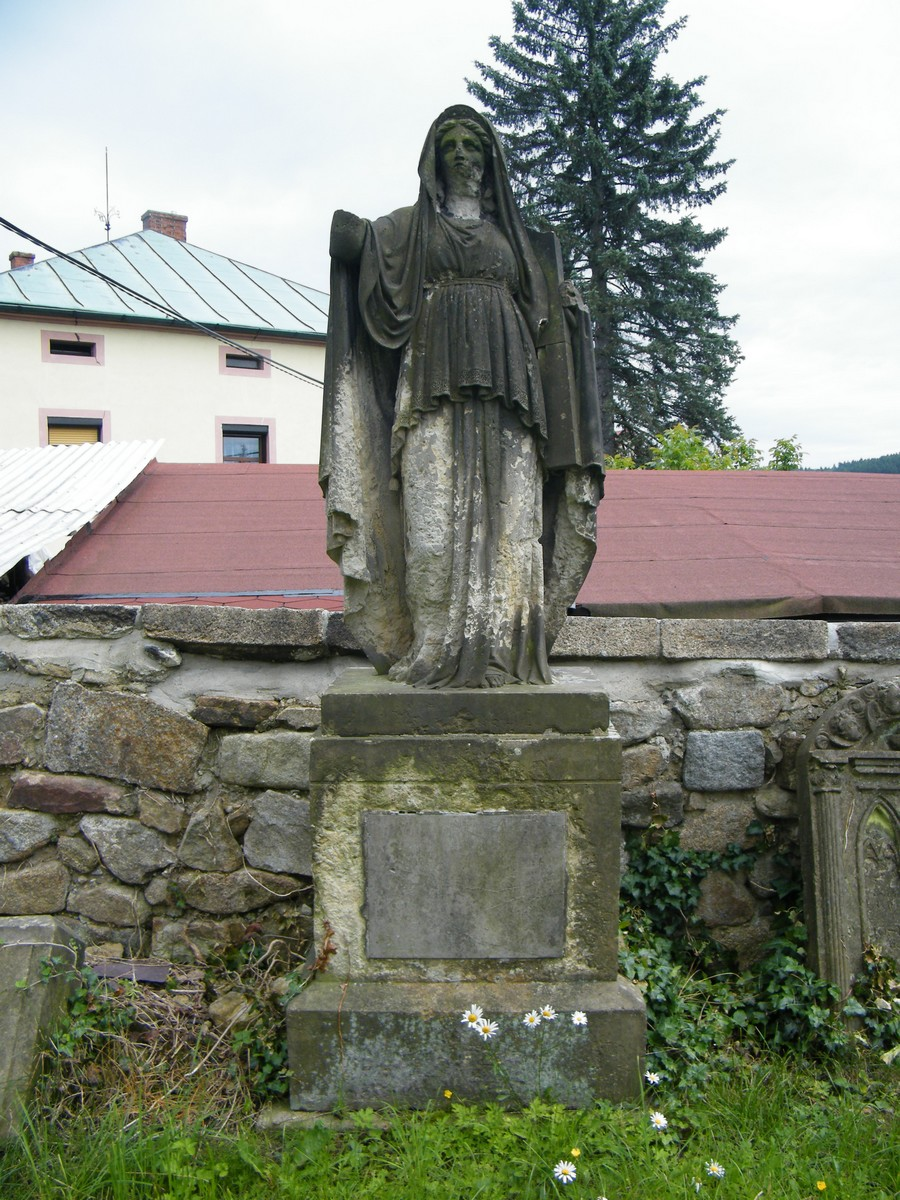
Náhrobek ve Velkém Šenově
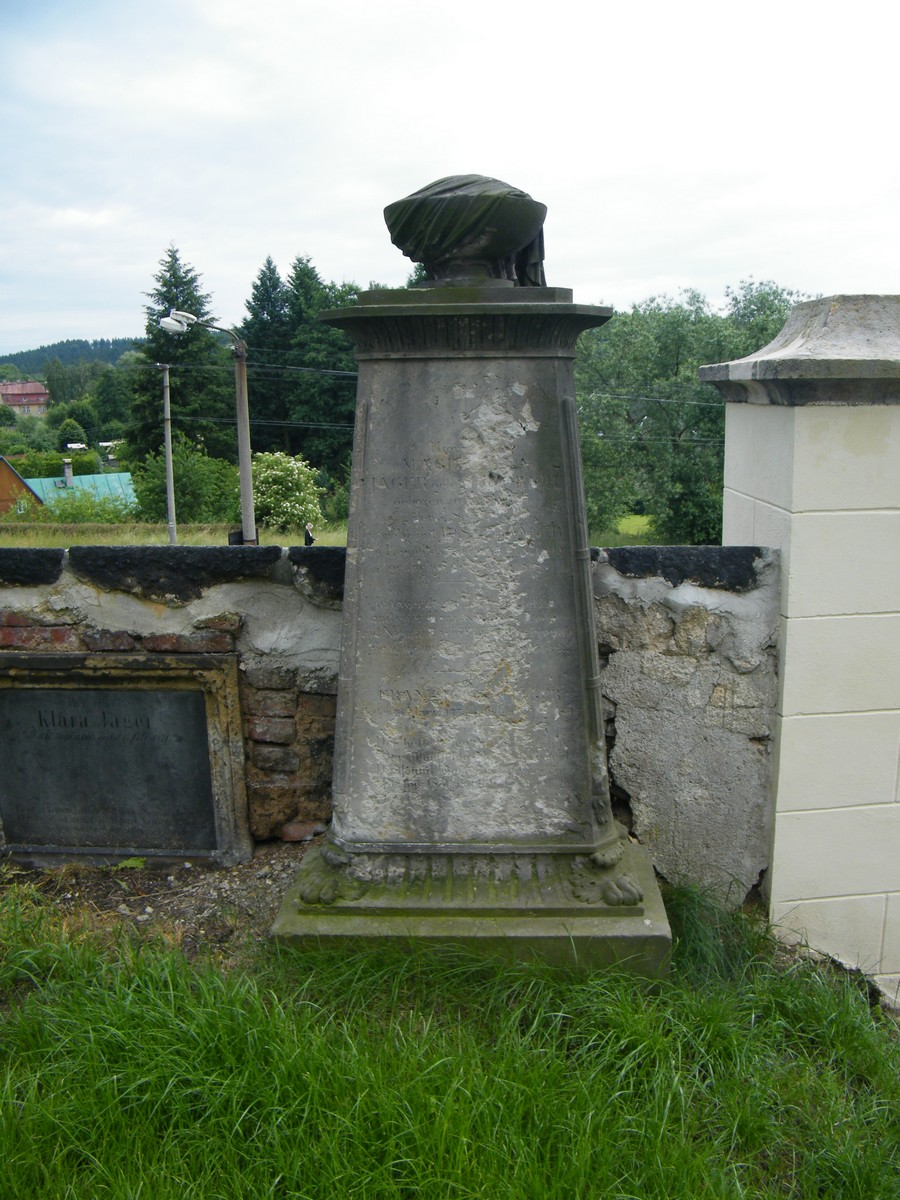
Náhrobek ve Velkém Šenově
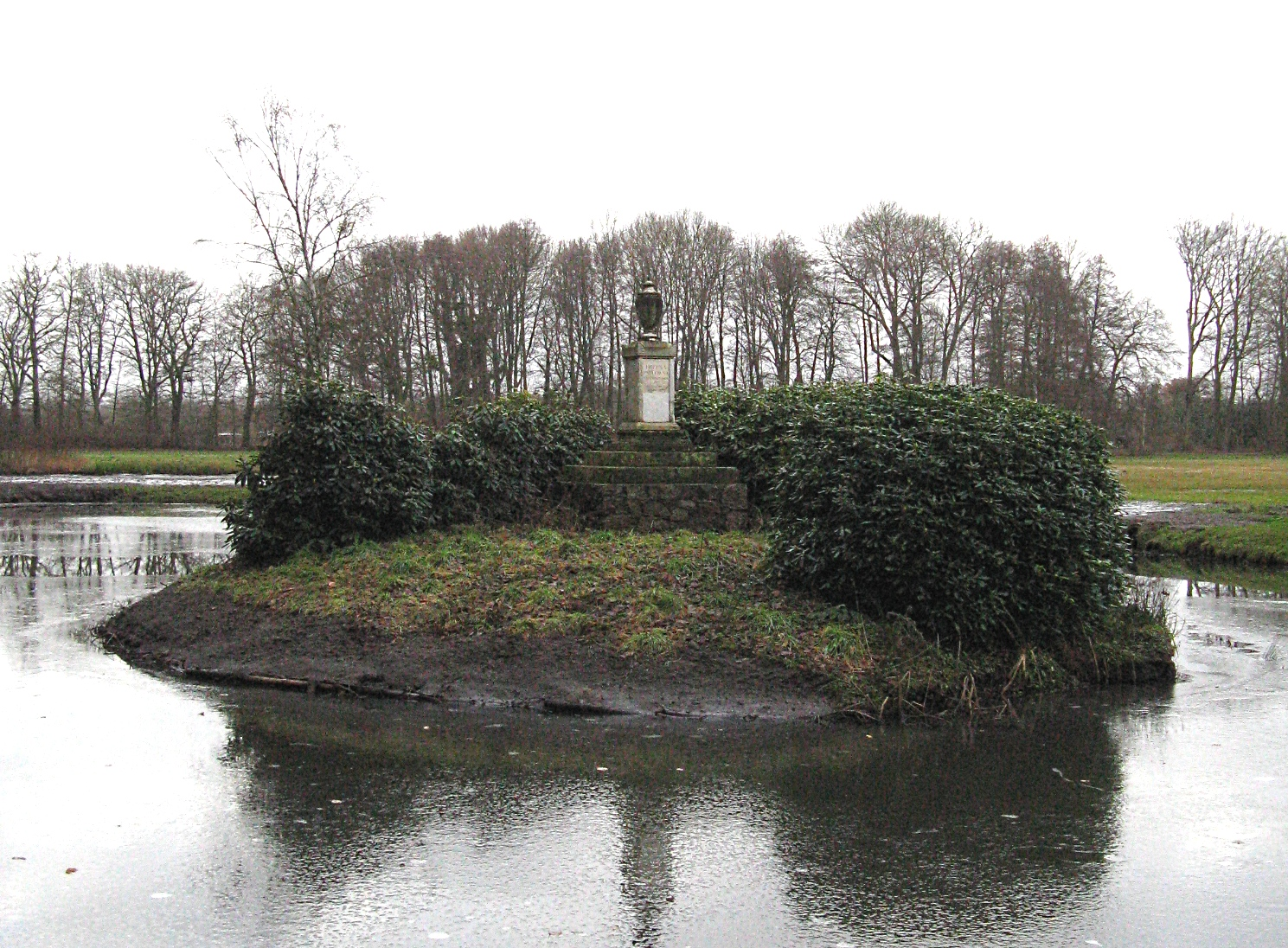
Pomník v parku u zámku Ludwigslust
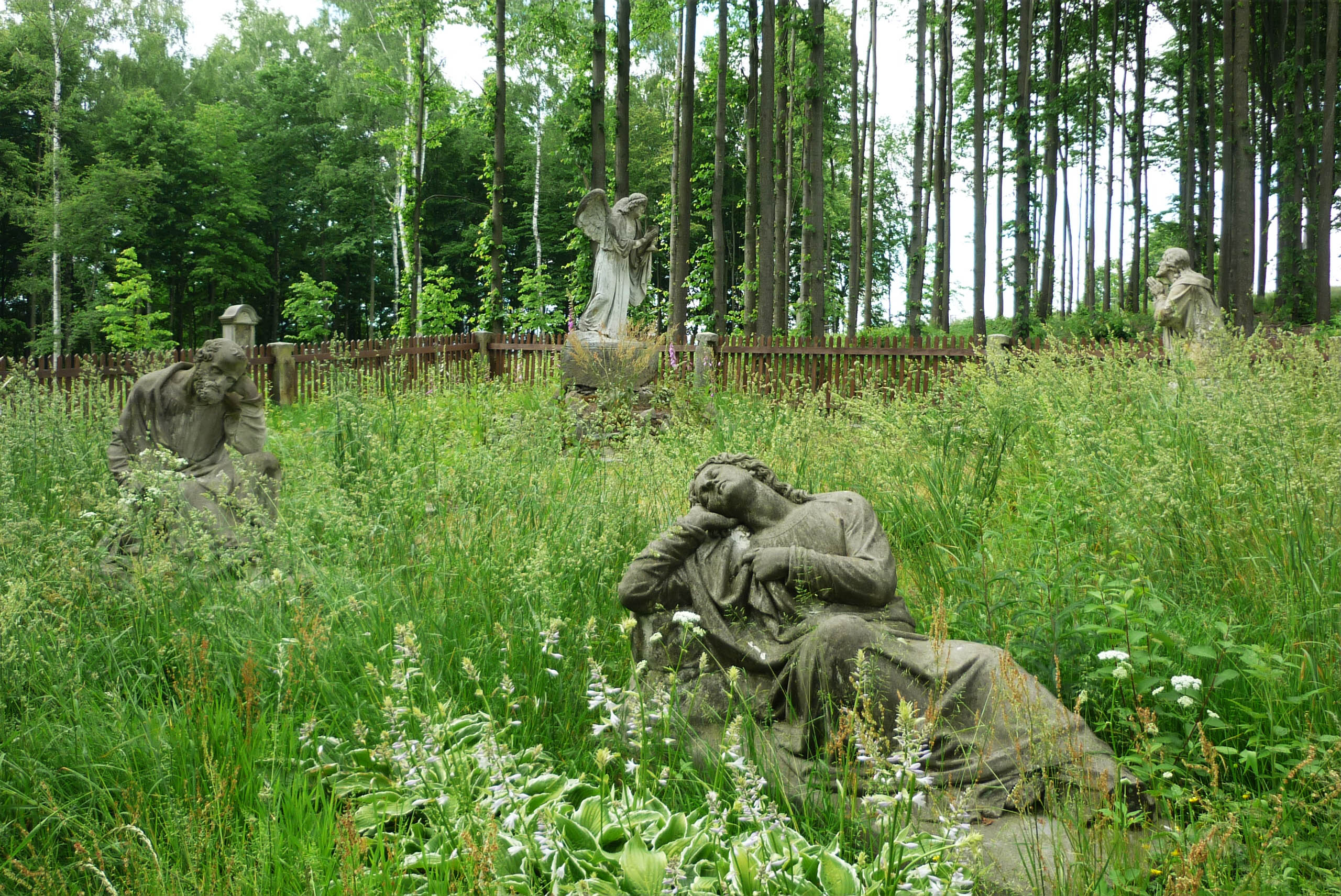
Getsemanská zahrada na Anenském vrchu
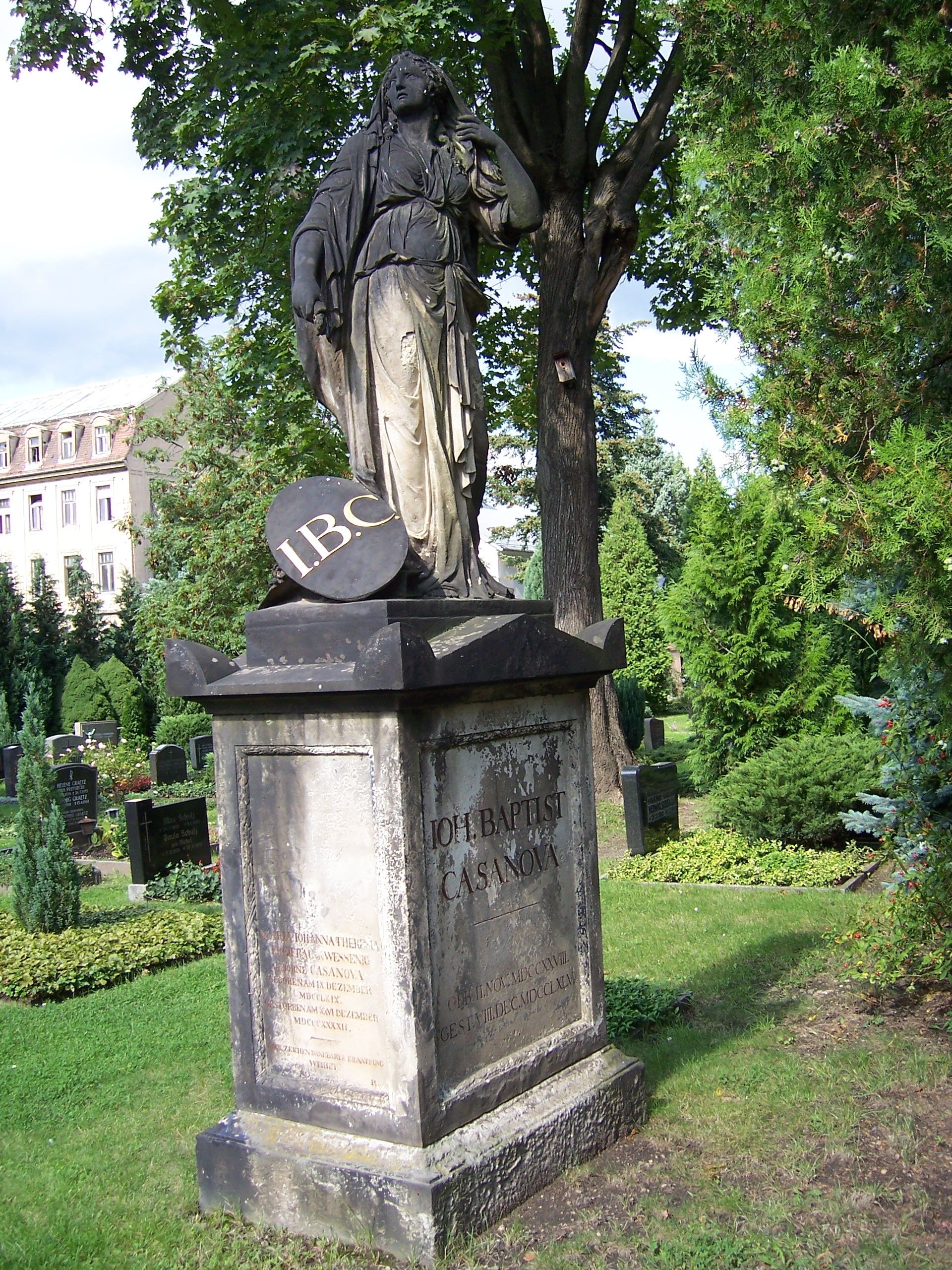
Hrob G. B. Casanovy v Drážďanech
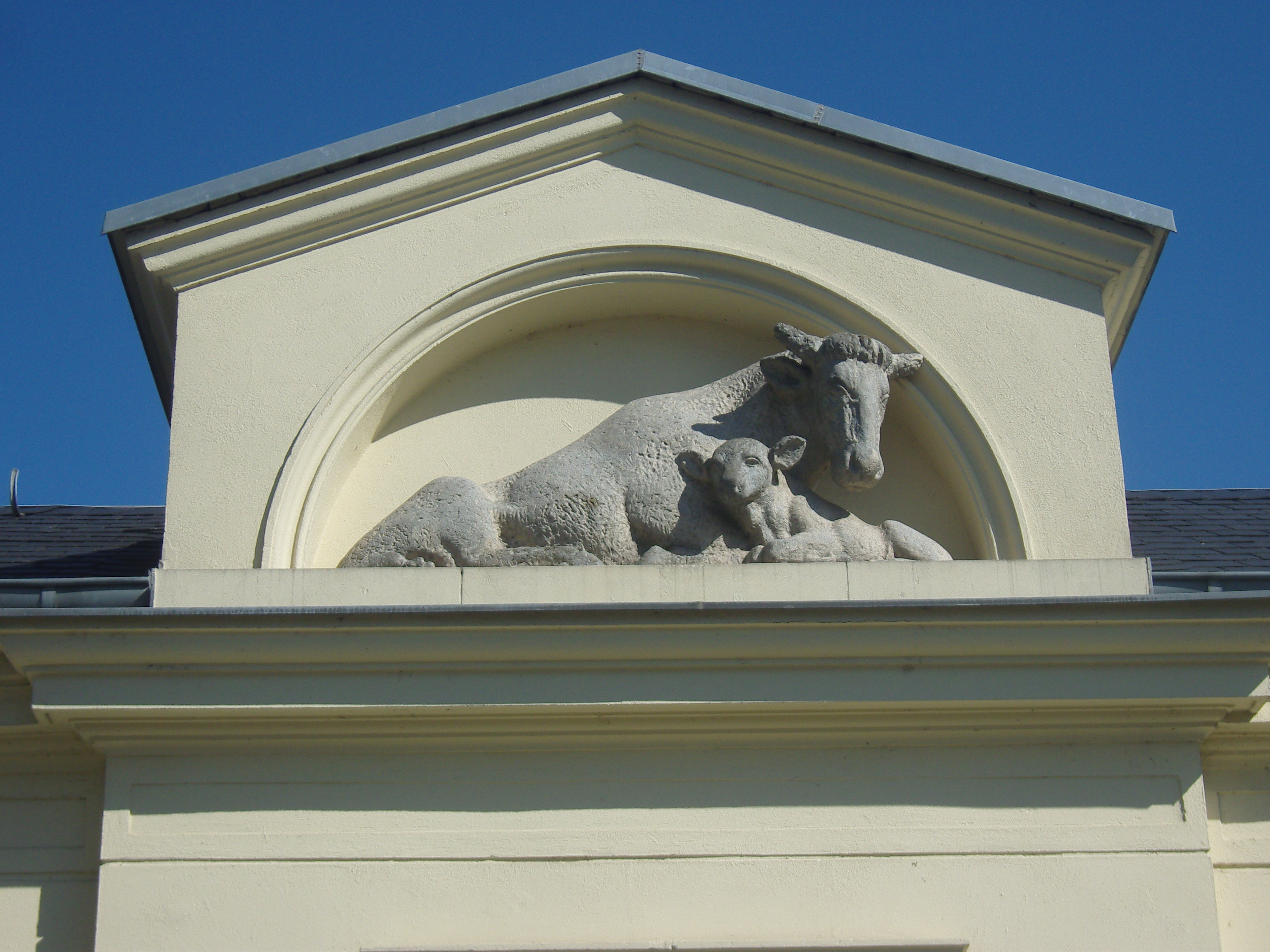
Plastika v bočním štítu paláce Marcoliniů v Drážďanech
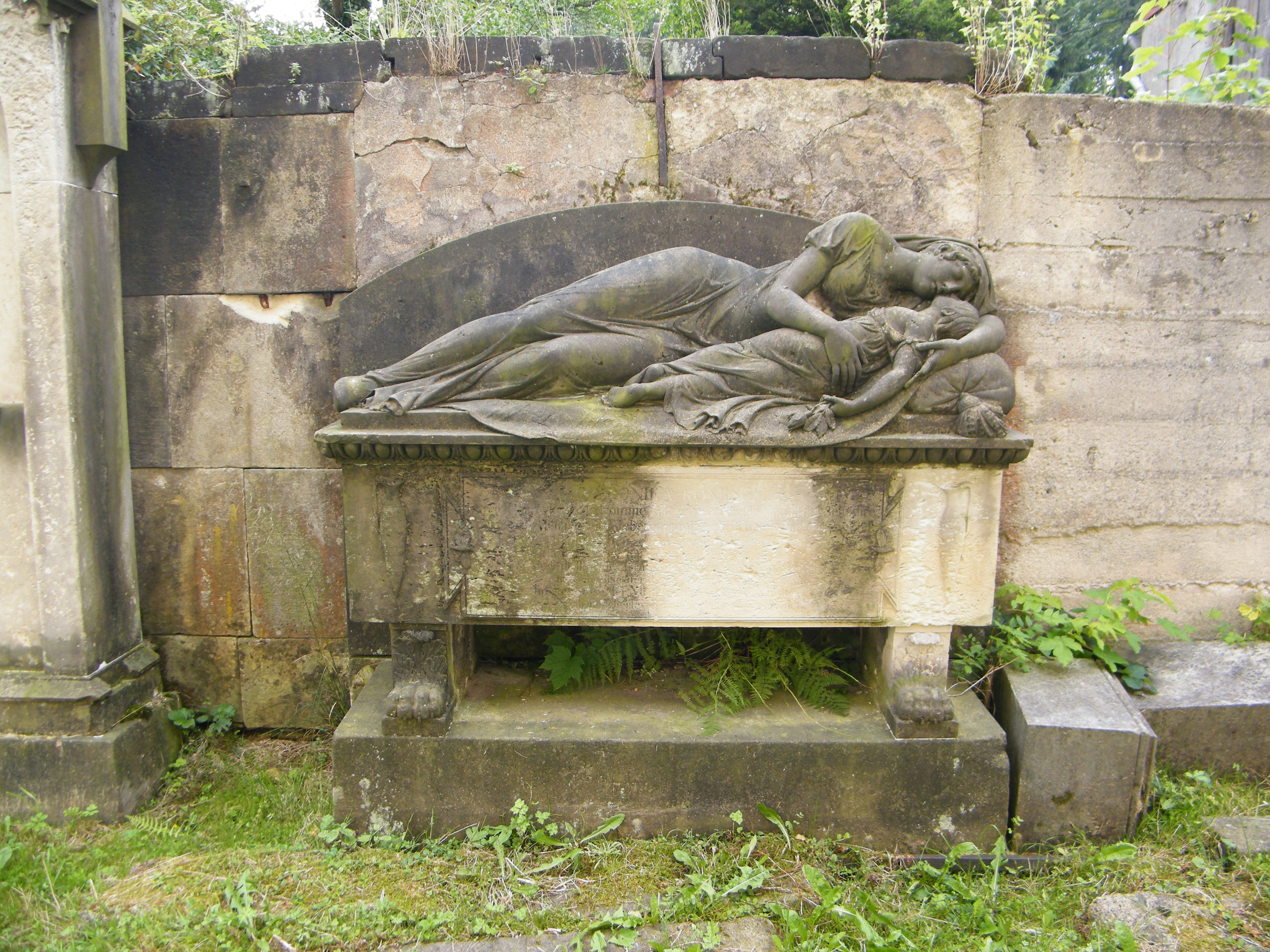
Náhrobek Veroniky Römischové v Krásné Lípě
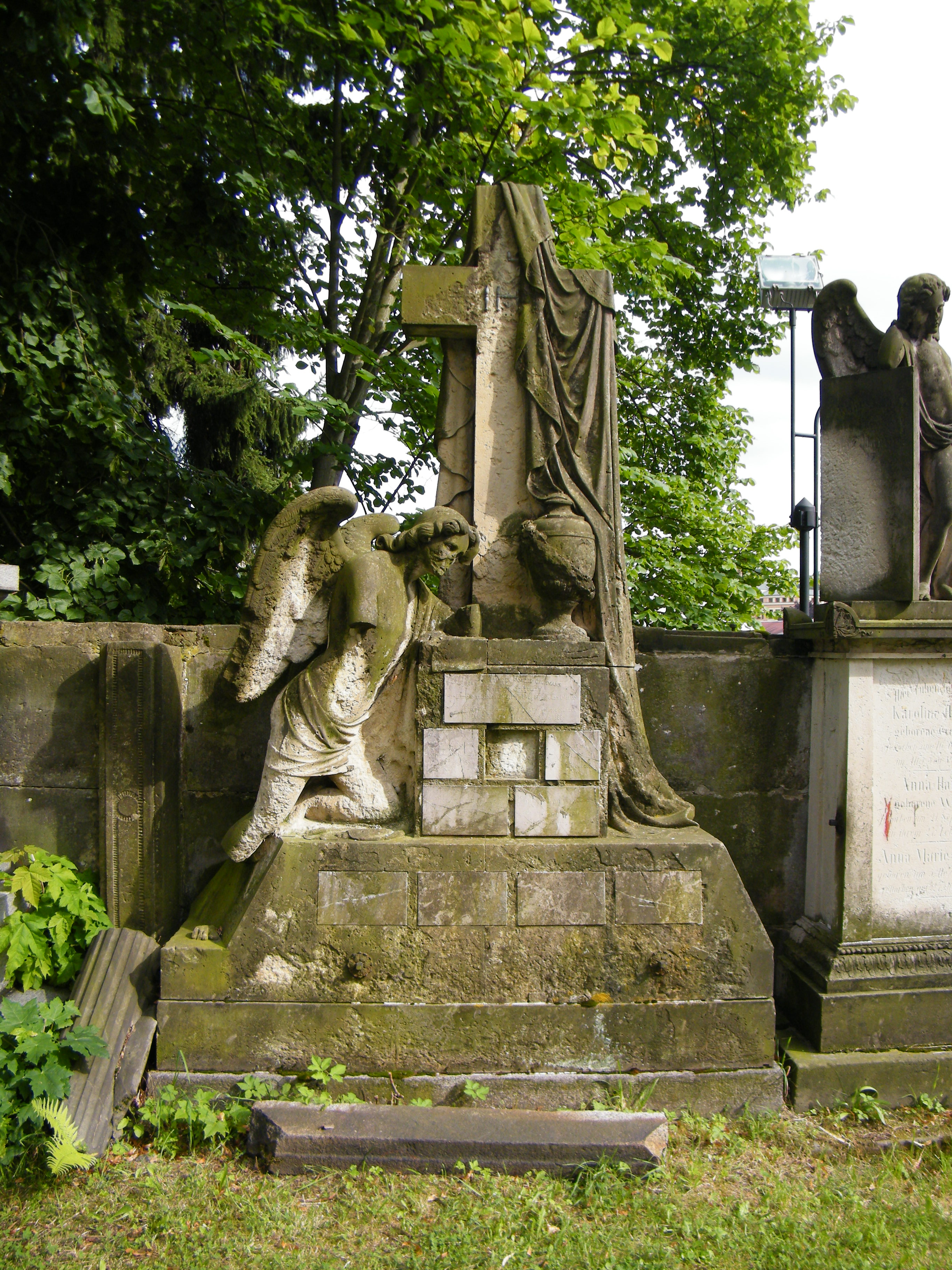
Náhrobek v Krásné Lípě